# Нікополь (станція)
Ні́кополь — проміжна залізнична станція 1-го класу Криворізької дирекції Придніпровської залізниці на електрифікованій лінії Апостолове — Запоріжжя II між станціями Нікопольбуд (10 км) та Марганець (20 км). Розташована в однойменному місті Дніпропетровської області.
На вокзалі станції розташовані зал чекання, каси з продажу квитків приміського та далекого сполучення, камери схову, багажне відділення.

## Історія
Станція відкрита 1904 року після завершення будівництва другої лінії Катерининської залізниці, що сполучила Кривий Ріг та Олександрівськ (нині — Запоріжжя), поблизу однойменного міста. З тих пір залізниця стала відігравати важливу роль в житті міста. Сама назва Нікополь з давньогрецької означає — «місто перемоги», але навіть до свого відкриття залізниця змінила життя містечка. 

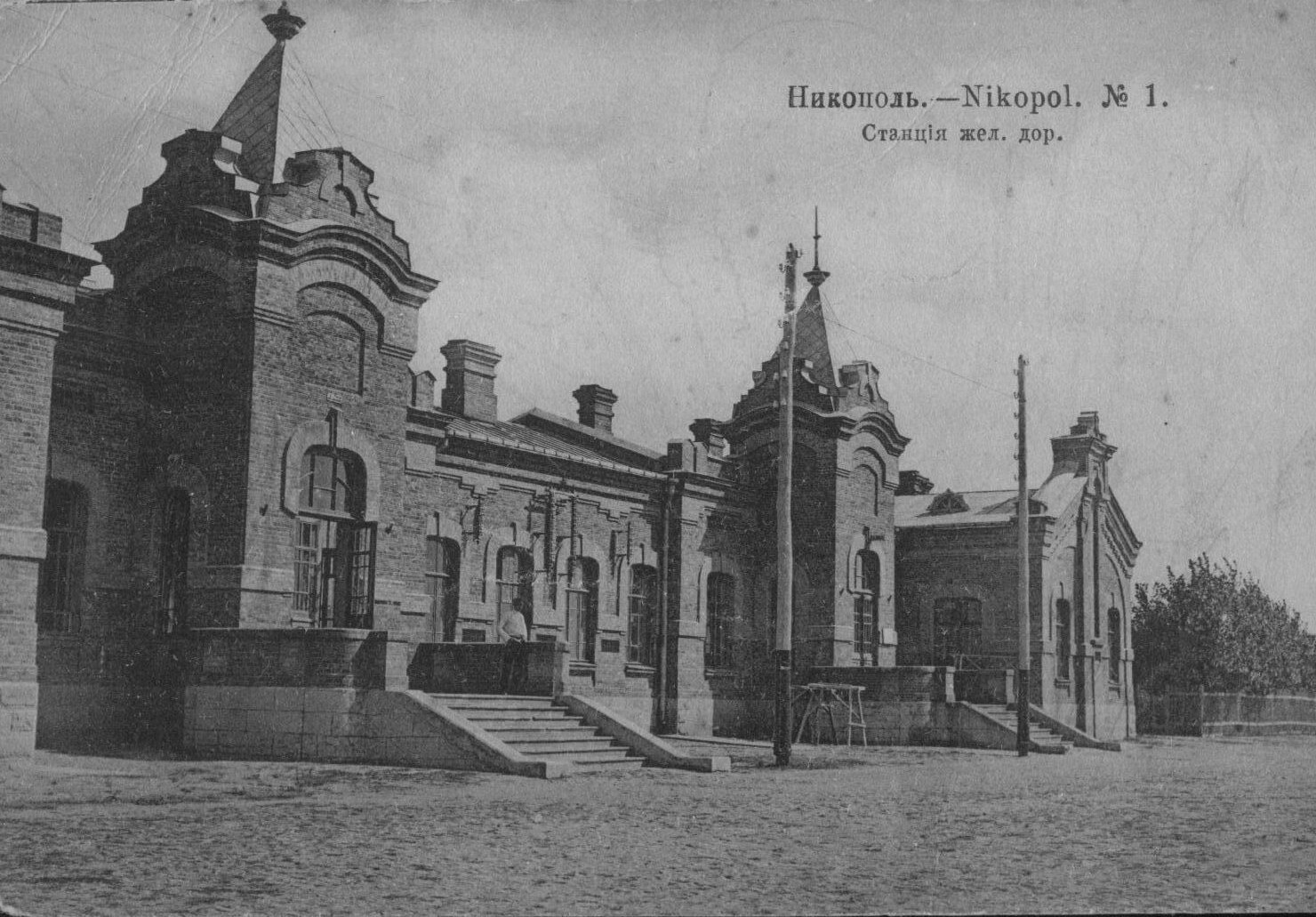
Вокзал станції Нікополь на початку XX століття

9 грудня 1905 року соціалісти оголосили політичний страйк, встановили контроль над залізничною станцією та припинили рух поїздів між станціями Кічкас та Довгинцеве (Кривий Ріг), а на захоплених поїздах роз'їжджали на сусідні станції і проводили мітинги, закликаючи місцевих мешканців брати участь в страйку. Страйк було придушено 27 грудня 1905 року, коли ротмістр Нельговський разом з 20 жандармами взяли контроль над станцією. Спокійно станція пропрацювала ще шість років, поки у 1911 році соціалісти знов не відновили мітинги. Залізничники теж брали участь в мітингах, а за соціалістичну агітацію був засуджений і відправлений на заслання слюсар депо Микола Куксін.

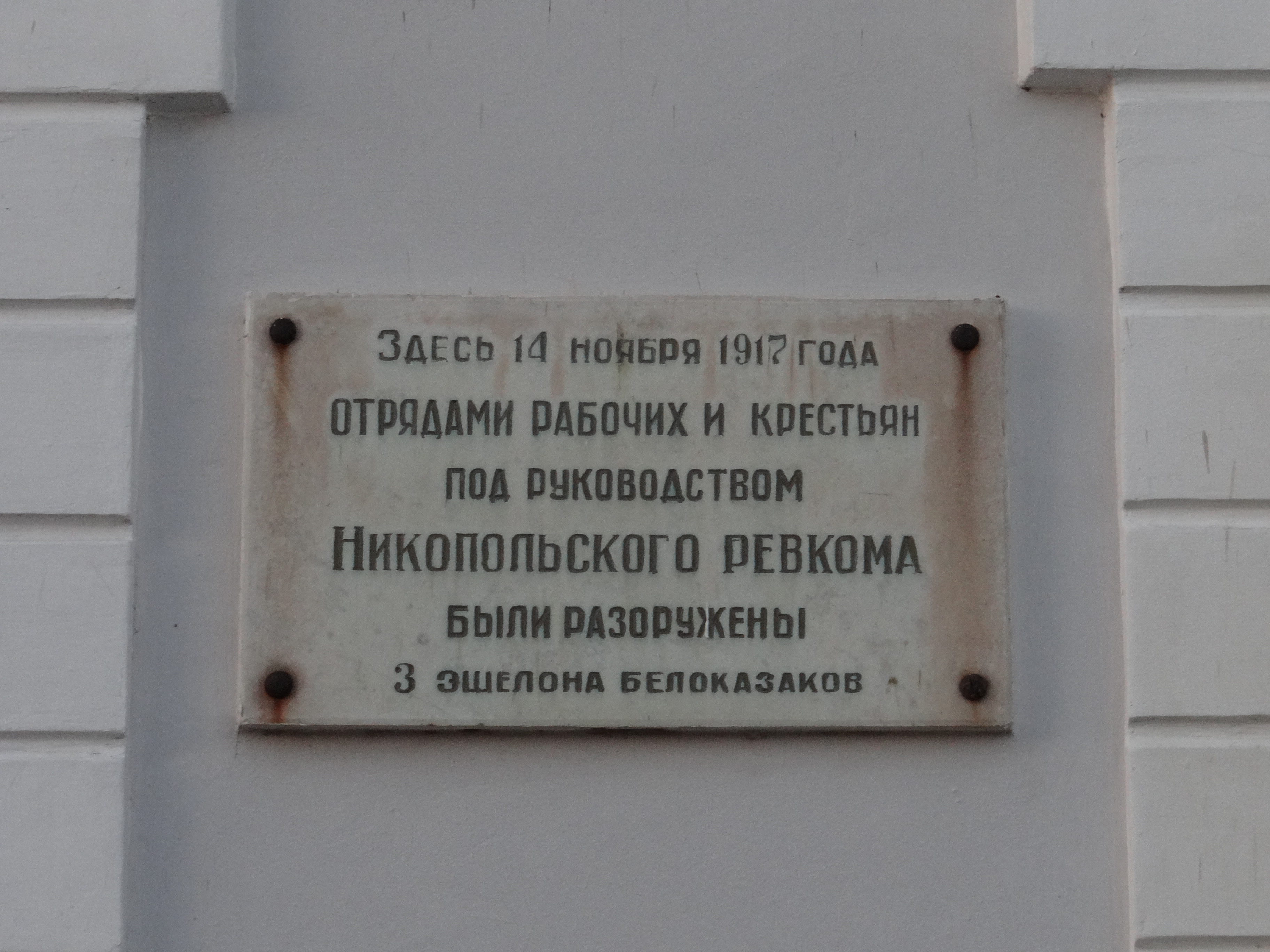
Меморіальна дошка

14 листопада 1917 року на станції загонами робітників та селян, під керівництвом Нікопольського ревкому, були роззброєні три ешелони білокозаків. З 1917 року влада перейшла до більшовиків, перш за все була організована боротьба з контрреволюціонерами, яка торкнулася і працівників станції Нікополь: понад 500 працівників були членами партії есерів, яких силою змусили підкоритися більшовицькій меншості. Однак у громадянській війні серед населення не було безлічі бажаючих боротися за владу рад, але більшовикам вдалося створити невеликі загони на чолі з машиністами Нікопольського локомотивного депо Завіною та Владимировим, яких незабаром знищили під Апостоловим та Кривим Рогом. На противагу більшовики організовували диверсії на станції, пошкоджували паровози та знищували вагони. 
1935 року залізничну лінію від Запоріжжя до Кривого Рогу було електрифікована однією з перших в Україні.
Під час Другої світової війни, в середині серпня 1941 року, німецько-фашистські окупанти здійснили бомбардування станції, в якій загинуло три залізничника при проведенні евакуації майна, але саме бомбардування не завдало значної шкоди: вокзал практично не був зруйнований, а станція продовжувала працювати до 1944 року. Проте, при звільненні Нікополя, залізнична станція і вокзал були вщент зруйновані.

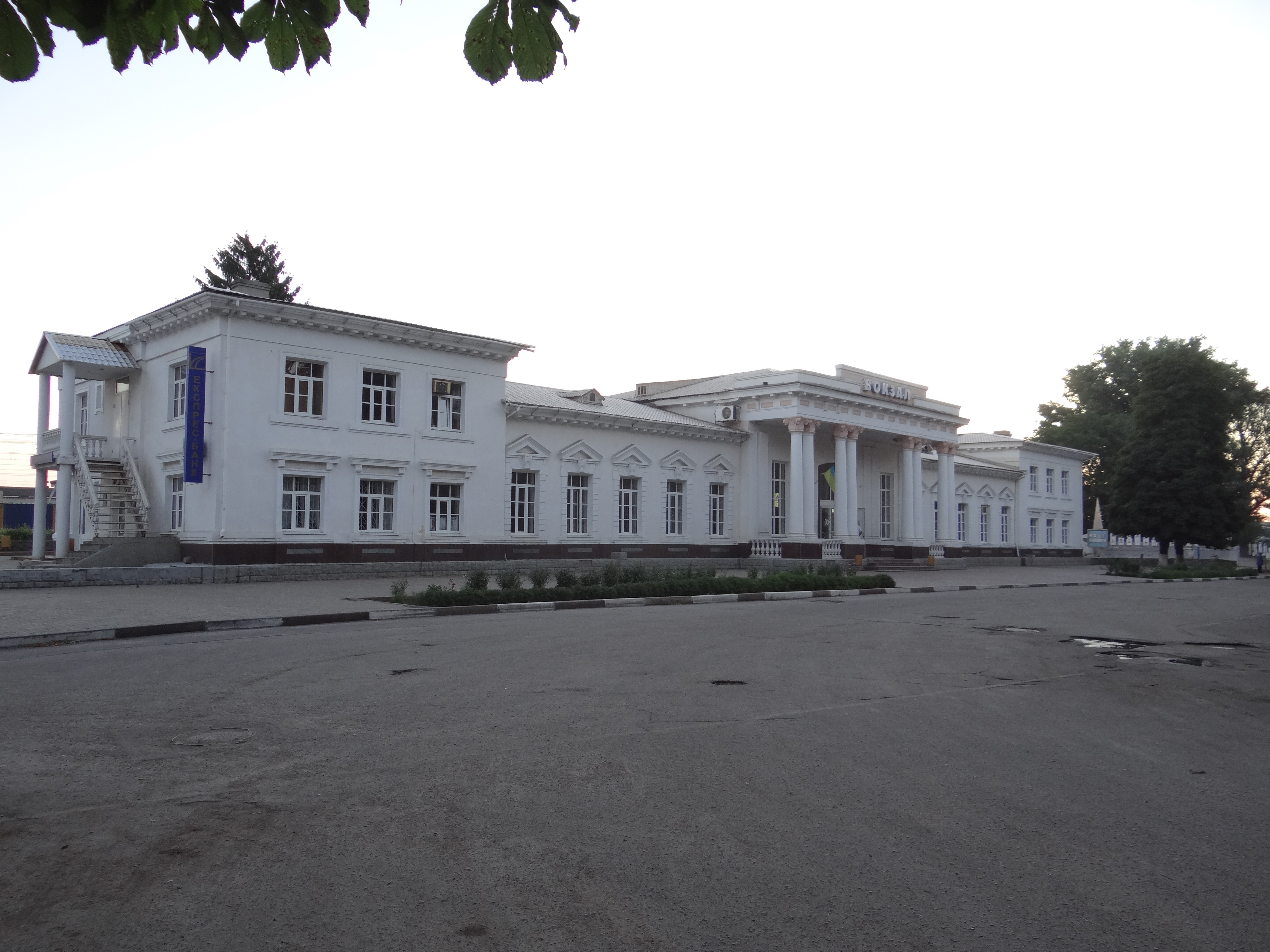
Залізничний вокзал

У 1948 році відновлена робота станції, знову проведена електрифікація постійним струмом (=3 кВ), а станція Нікополь знову розпочала приймати і відправляти поїзди.
12 жовтня 2022 року російські окупанти завдали черговий обстріл із застосуванням БМ-21 «Град» по Нікополю, а також з додалися обстріли з артилерії. Від такої руйнівної атаки, направленої проти мирного населення, пошкоджено залізничну станцію Нікополь, влучили у вагон-рефрижератор, який зайнявся, пошкоджені двоповерхова адмінбудівля, кафе, кіоски та інші об'єкти інфраструктури.
10 червня 2023 року поблизу Нікополя просіла ділянка із залізничним полотном через підрив Каховської ГЕС на Херсонщині російськими окупантами 6 червня 2023 року. Залізничники встигли вчасно тимчасово припинити рух приміських поїздів й уникнути аварії.

## Пасажирське сполучення
На станції Нікополь зупинялися всі пасажирські поїзди далекого сполучення, що прямували до Запоріжжя, Києва, Львова, Одеси, Харкова, Івано-Франківська (маршрут руху поїзда № 750/749 подовжувався до станції Запоріжжя I з вересня по грудень 2022 року) та приміські електропоїзди у напрямку Запоріжжя, Кривого Рогу та Тимкове.

Поїзди на станції Нікополь
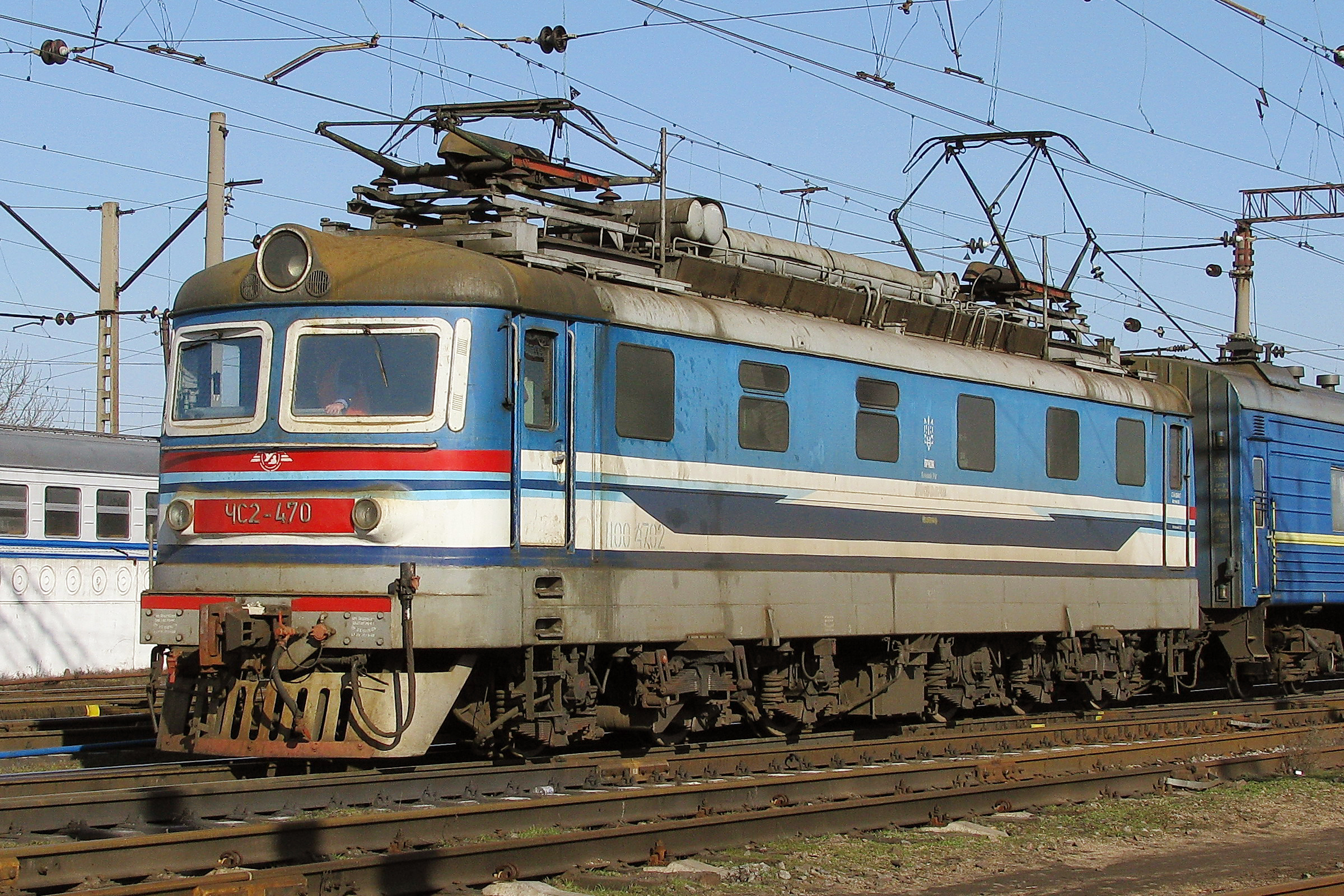
ЧС2-470
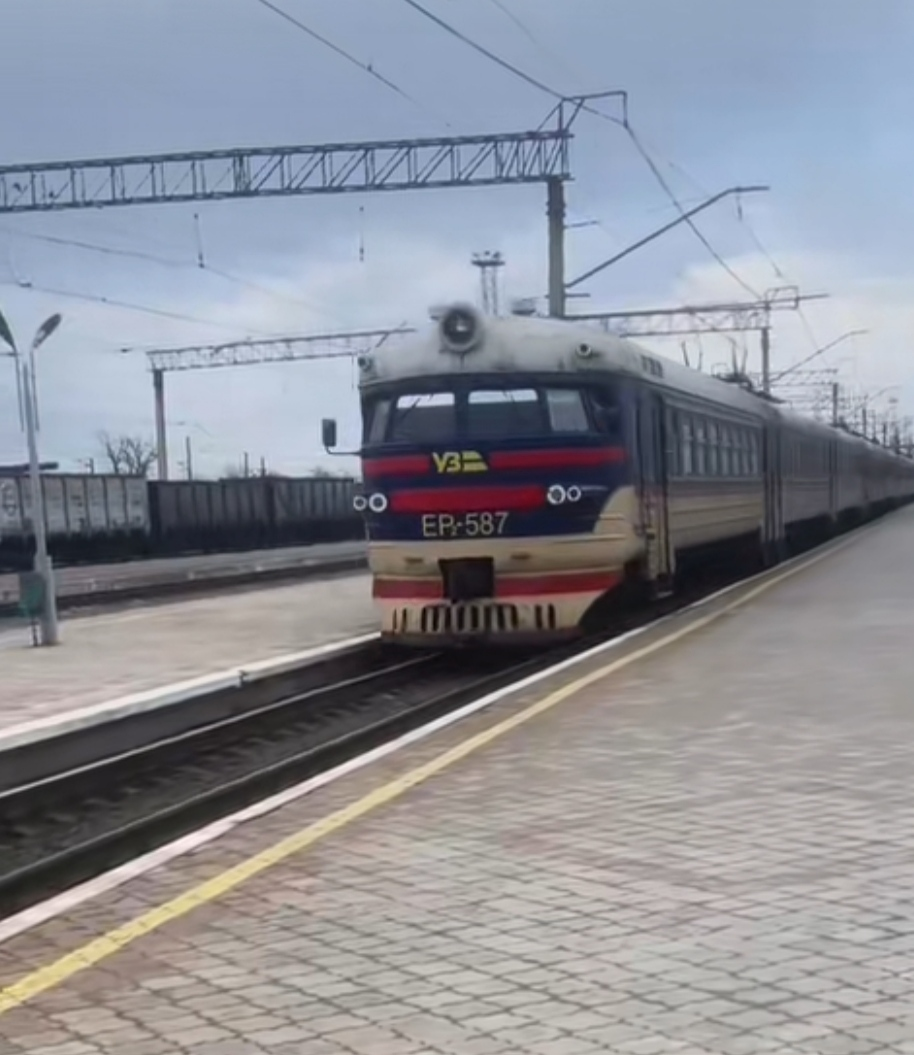
ЕР2-587

З 19 січня 2023 року, заради безпеки пасажирів, що пов'язано з регулярними обстрілами російськими окупантами міста Нікополя та громад Нікопольського району, на залізничній ділянці Кривий Ріг — Нікополь — Запоріжжя тимчасово припинений рух пасажирських поїздів далекого сполучення Запоріжжя — Львів, Запоріжжя — Київ та Одеса — Харків. Зазначеним поїздам змінено маршрут руху через станцію Дніпро-Головний, натомість з 18 січня 2023 року для пасажирів Нікопольського напрямку призначався приміський поїзд № 6075/6076 сполученням Запоріжжя — Кривий Ріг.
Наразі, через обстріли та пошкодження дільниці у напрямку станції Марганець, рух приміських електропоїздів тимчасово припинено. Приміські електропоїзди від Нікополя курсують лише до станцій Кривий Ріг-Головний та Тимкове.

## Підприємства
На станції розташовано декілька підрозділів Придніпровської залізниці, в тому числі і локомотивне депо (ТЧ-12)

## Галерея

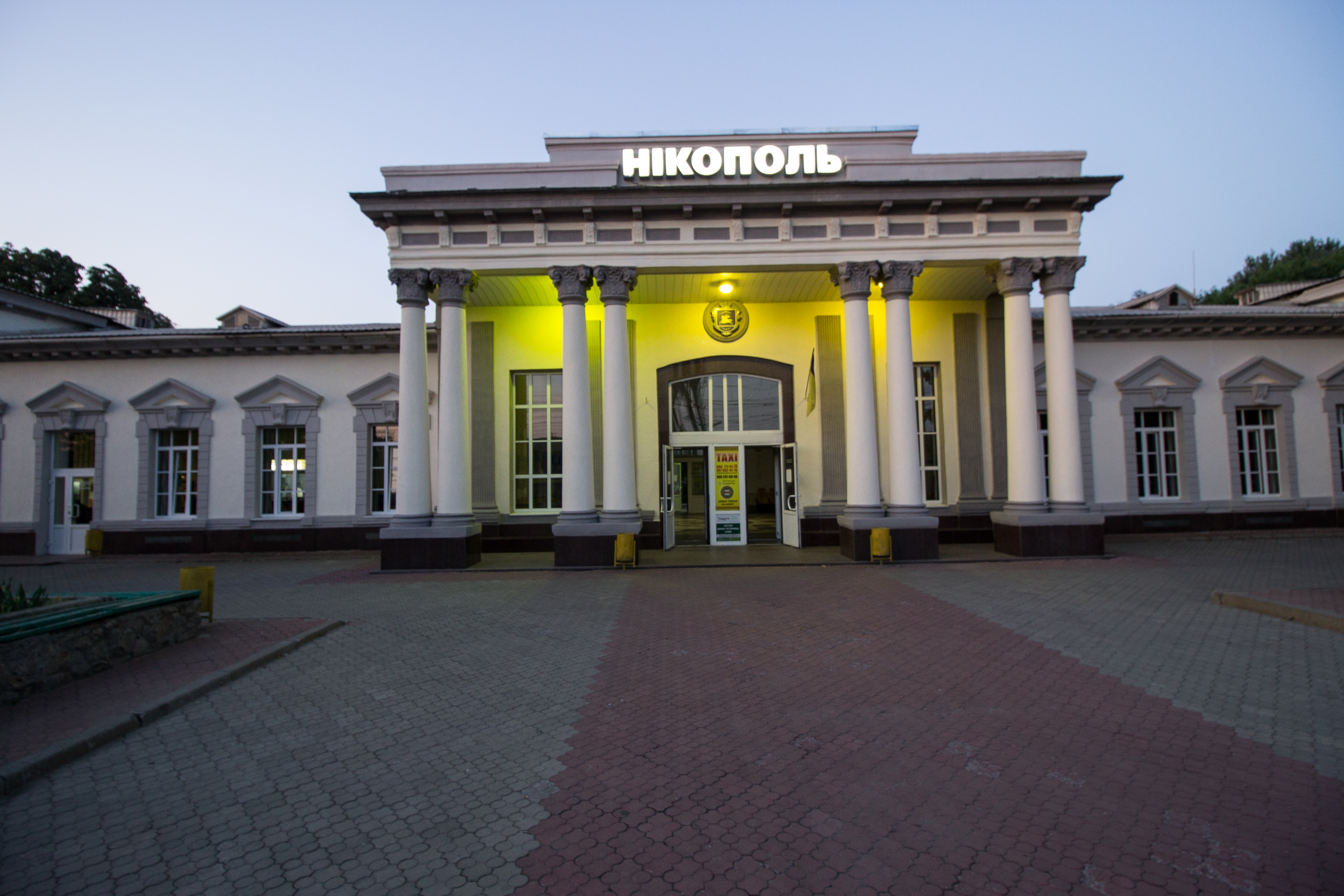
Вокзал станції Нікополь
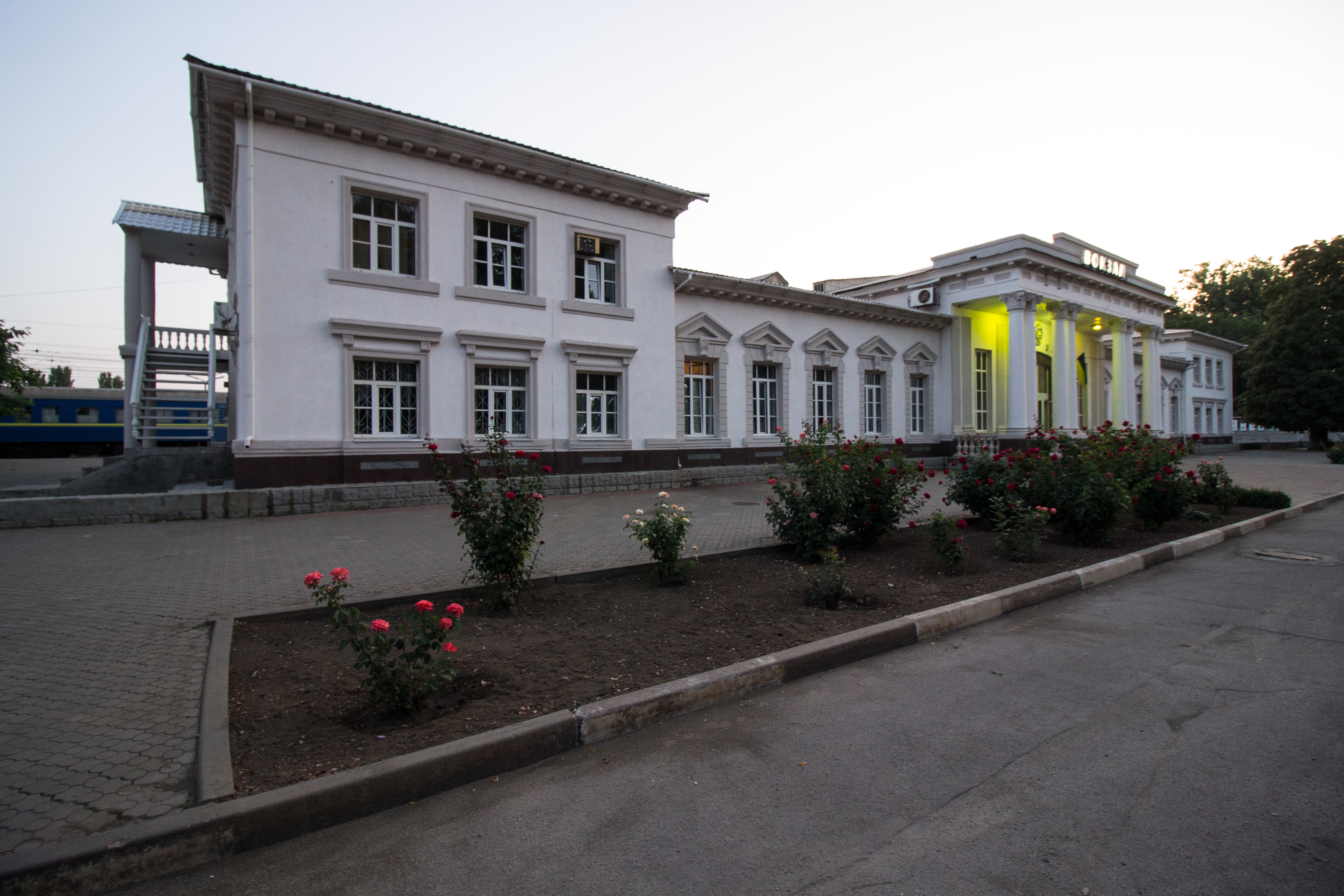
Вигляд з привокзальної площі
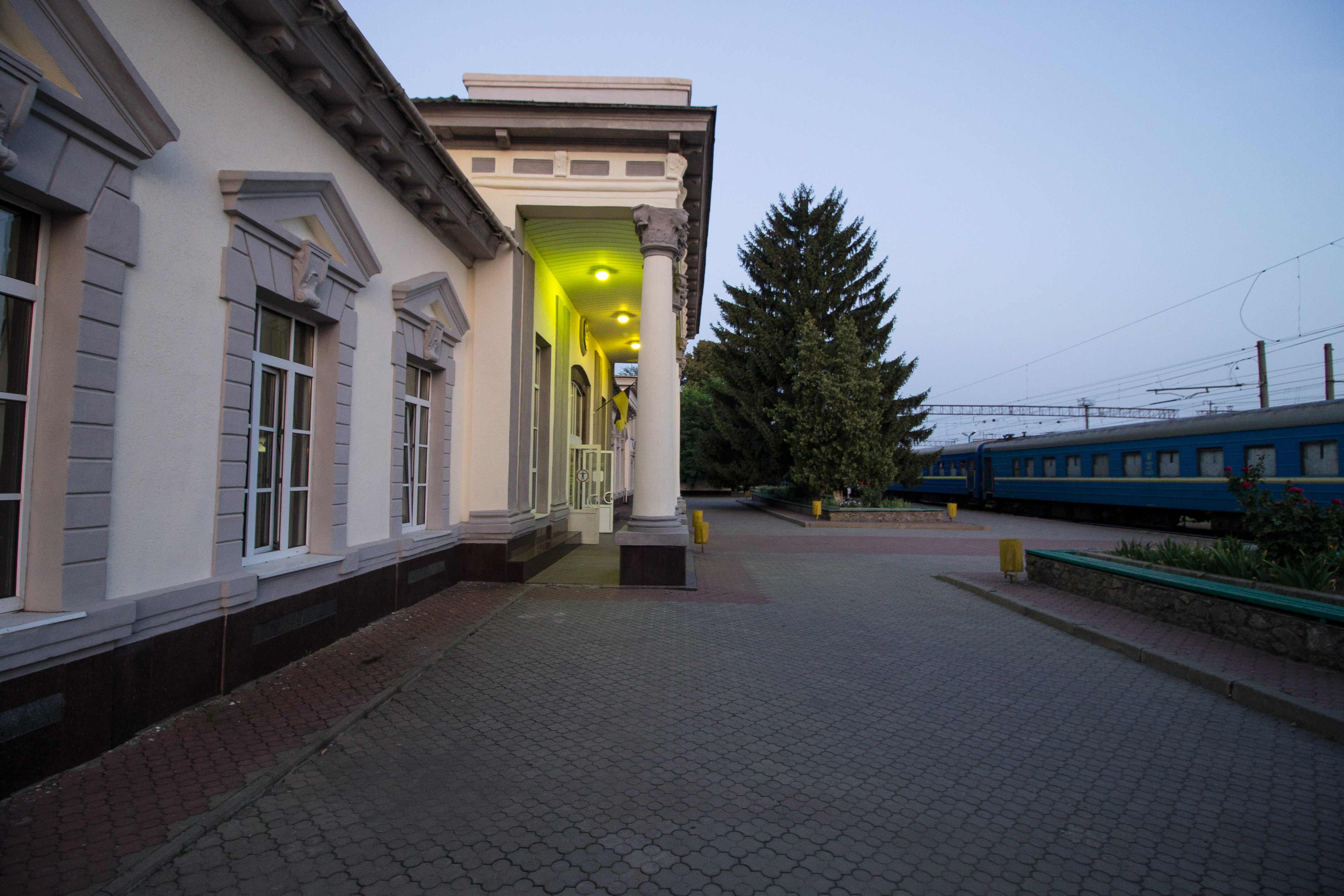
Вигляд з перону
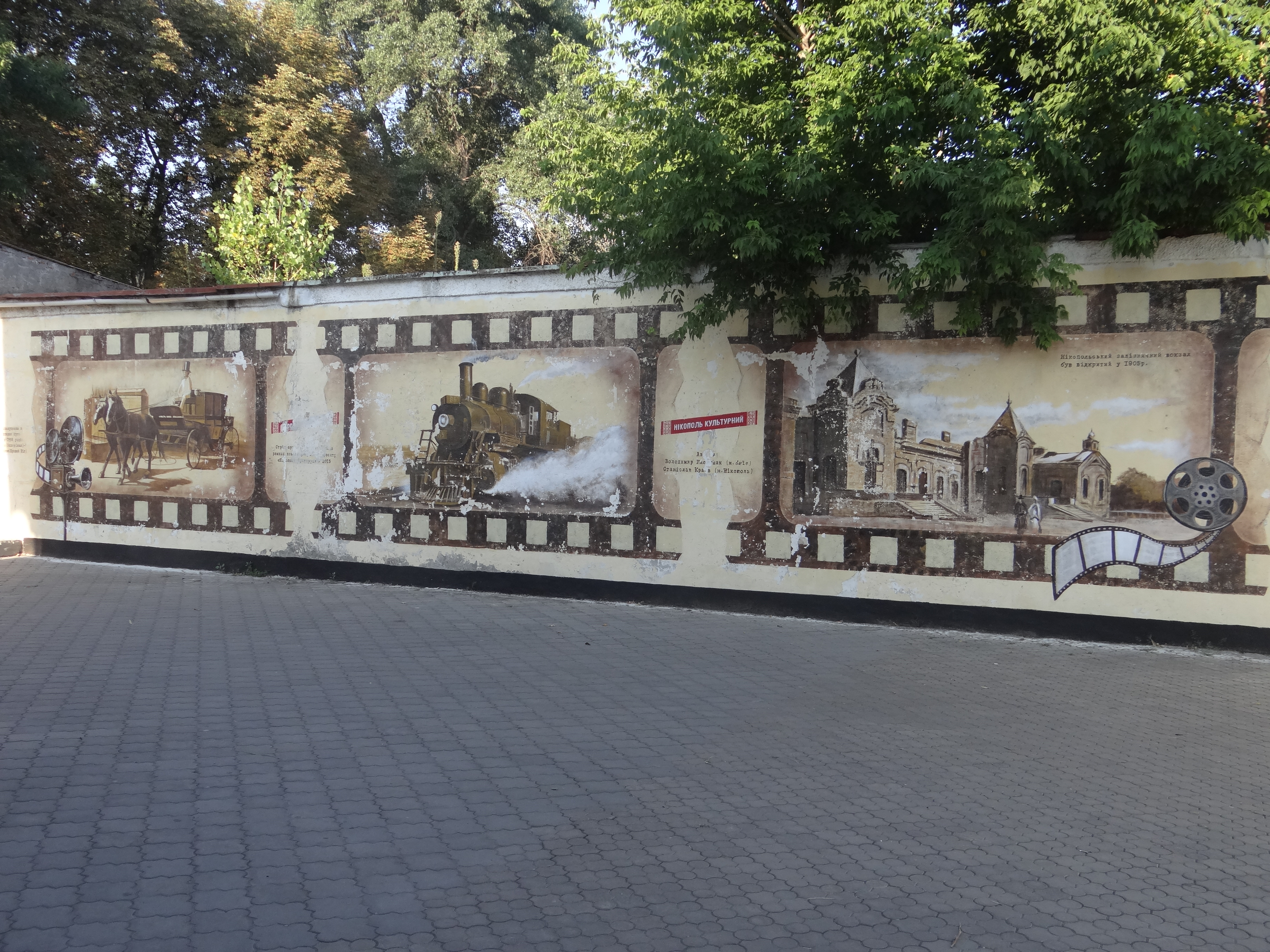
Оформлення стіни на вокзалі
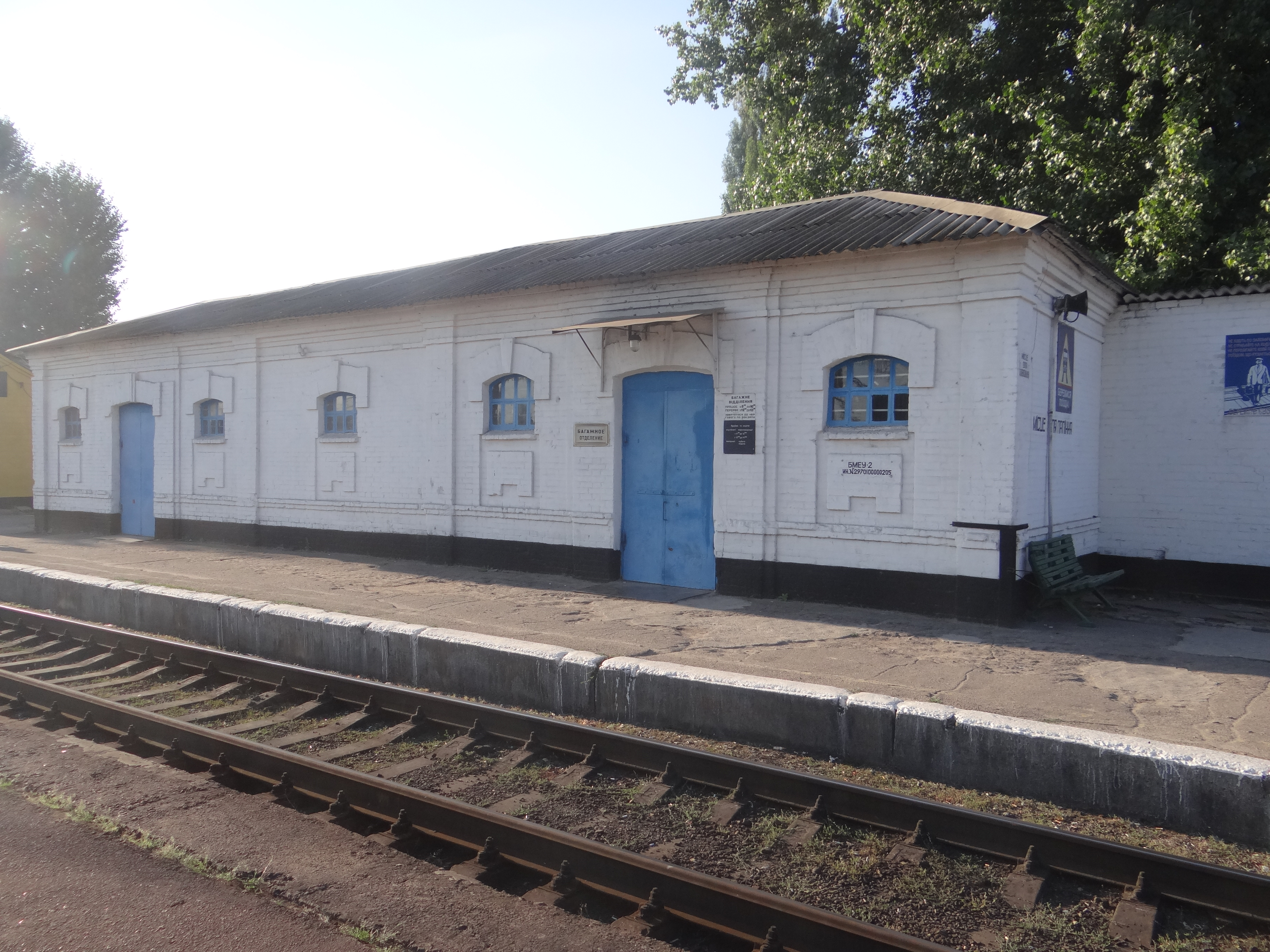
Багажне відділення